# Yuki Inoue
Yuki Inoue (井上 雄幾?, Inoue Yuki; Prefettura di Kanagawa, 31 ottobre 1977) è un ex calciatore giapponese, di ruolo difensore.